# چاکونیا
چاکونیا (نام علمی: 'Warszewiczia coccinea') (به انگلیسی: Chaconia) نام یکی از گونه‌های تیرهٔ روناسیان است.
چاکونیا گل ملی کشور ترینیداد و توباگو یکی از کشورهای آمریکای شمالی است. علت انتخاب این گل به عنوان گل ملی این کشور به این علت است که زمان گلدهی این گل در ۳۱ آگوست و همزمانی آن با روز استقلال این کشور از بریتانیای کبیر است.